# Pusztaapáti
Pusztaapáti község Zala vármegyében, a Lenti járásban, a Zalai-dombság területén, a Göcsejben.

## Fekvése
Pórszombattól északkeletre fekvő község. Zsákfalunak tekinthető, mivel közúton csak a 7405-ös útból észak felé kiágazó, bő 4,5 kilométer hosszú 74 152-es úton érhető el.

## Története
Vályi András Magyarország leírása című munkájában írta a településről:
APÁTI. Puszta Apáti. Magyar falu Szala Vármegyében, birtokosai több Uraságok, lakosai katolikusok, fekszik a’ Kapornaki kerűletben. Határja elég tágas, de hegyes, legelője alkalmatos, és elég; makk termő erdeje szép, fája tűzre elegendő, vagyonnyainak eladására módgya, tsekély földgyei soványok, réttyeivel együtt; mivel a’ záporok elszokták mosni, mellyek miatt harmadik Osztálybéli.
Pusztaapáti közigazgatásilag 1944-ig Salomvárhoz tartozott; ahol a falu egy távol eső utcájának mondták. 1544-ben 4 ház állt itt 27 lakossal.

## Közélete

### Polgármesterei
- 1990–1994: Bogdán József (független)[3]
- 1994–1998: Tóth József (független)[4]
- 1998–2002: Tóth József (független)[5]
- 2002–2006: Ifj. Németh Árpád (független)[6]
- 2006–2010: Németh Árpád (független)[7]
- 2010–2014: Németh Árpád (független)[8]
- 2014–2019: Németh Árpád (független)[9]
- 2019–2020: Németh Árpád (független)[10]
- 2022–2024: Némethné Varga Anita (független)[11]
- 2024– : Némethné Varga Anita (független)[1]

A településen 2022. június 26-án időközi polgármester-választást kellett tartani, mert a korábbi polgármester 2020. október 1-jén elhunyt. A választást eredetileg még 2021. január 10-ére írták ki, de abban az időpontban már nem lehetett megtartani, a koronavírus-járvány kapcsán elrendelt korlátozások miatt, és új időpontot sem lehetett kitűzni azok feloldásáig. Az időközi választáson három független jelölt indult.

## Népesség
A település népességének változása:
| Lakosok száma | 27   | 25   | 20   | 18   | 21   | 23   | 20   |
|               | 2013 | 2014 | 2015 | 2021 | 2022 | 2023 | 2024 |

A 2011-es népszámlálás idején a nemzetiségi megoszlás a következő volt: magyar 93%. A lakosok 86,6%-a római katolikusnak vallotta magát (13,3% nem nyilatkozott).
2022-ben a lakosság 95,2%-a vallotta magát magyarnak, 9,5% pedig németnek (a kettős identitások miatt a végösszeg nagyobb lehet 100%-nál). Vallásuk szerint 52,4% volt római katolikus, 14,3% felekezeten kívüli (33,3% nem válaszolt).

## Nevezetességei
- Vadászház[16]
- 1866. október 5-én itt született Garay Ákos magyar festő, grafikus, etnográfus.